# Nostalgia (pel·lícula de 2022)
Nostalgia és una pel·lícula dramàtica italo-francesa del 2022 coescrita i dirigida per Mario Martone, basada en una novel·la d'Ermanno Rea de 2016.

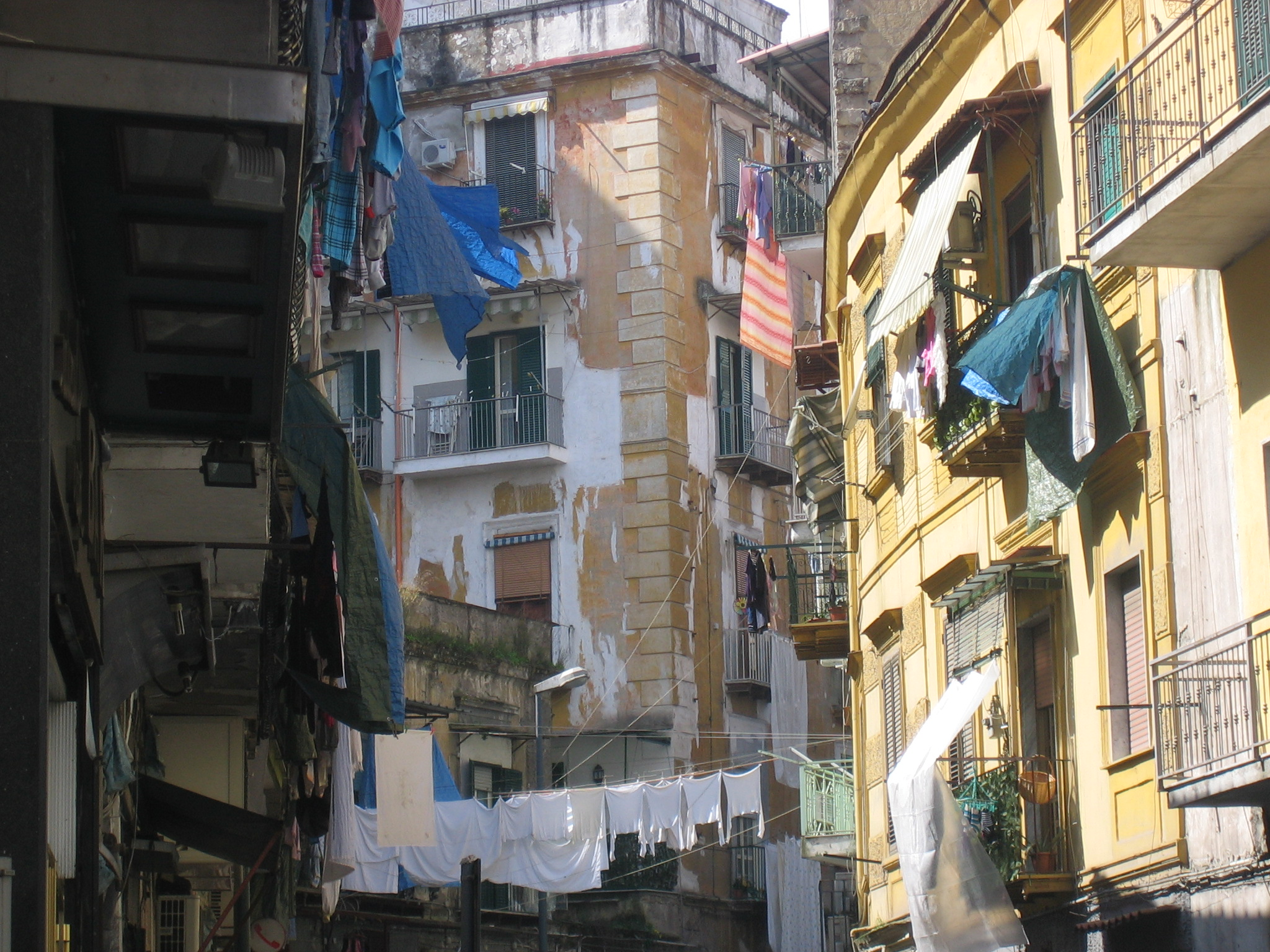
El rione Sanità, a Stella.

La pel·lícula es va estrenar a la competició oficial per a la Palma d'Or al 75è Festival Internacional de Cinema de Canes el 24 de maig de 2022. El mes següent, la pel·lícula va guanyar quatre premis Nastro d'Argento, al millor director, millor actor, millor actor secundari i millor guió. Va ser seleccionat com a candidata italiana a l'Millor pel·lícula internacional als Premis Oscar de 2022, però no va ser nominat.

## Argument
La pel·lícula segueix Felice, un home que torna a la seva ciutat natal de Nàpols per visitar la seva mare malalta després de passar 40 anys vivint a Egipte, on també es va convertir a l'islam i es va casar amb una egípcia. La major part de la pel·lícula està ambientada a la zona empobrida de Rione Sanità de Nàpols, on Felice visita primer la seva mare i després coneix el sacerdot local Don Luigi. Felice finalment li diu a Luigi en una mena de confessió que en un dels petits robatoris realitzats per ell i el seu amic de la infància Oreste, aquest va matar el propietari d'una fusteria local. Don Luigi el fa fora de l'església, dient-li que en aquest temps Oreste s'havia convertit en un perillós cap de la Camorra, el sindicat local del crim organitzat.
Un amic de la mare de Felice l'adverteix del perill i l'insta a fugir de Nàpols. Aleshores, Don Luigi presenta a Felice a una família de Camorra, i durant el sopar beu vi per primera vegada, es desinhibeix i parla de la seva infància que va passar amb Oreste, deixant tothom bocabadat. En aquest punt Felice va a visitar el vell Oreste. Oreste, enfadat per l'abandonament del seu amic quatre dècades abans, el segueix per un carreró, el mata i li roba la cartera, i troba a dins una foto antiga d'ells dos en moto.

## Repartiment
- Pierfrancesco Favino com a Felice Lasco
- Francesco Di Leva com el Pare Luigi Rega
- Tommaso Ragno com a Oreste Spasiano
- Aurora Quattrocchi com a Teresa Lasco
- Sofia Essaïdi com a Arlette
- Nello Mascia com a Raffaele
- Emanuele Palumbo com a Felice (jove)
- Artem Tkachuk com a Oreste (jove)
- Salvatore Striano com a Gegé
- Virginia Apicella com Adele
- Daniela Ioia com a Teresa (jove)

## Estrena
Nostalgia es va estrenar a la competició oficial per a la Palma d'Or al 75è Festival Internacional de Cinema de Canes el 24 de maig de 2022. La pel·lícula es va estrenar el 25 de maig de 2022 a Itàlia. i a França el 4 de gener de 2023. Va tenir una estrena limitada als EUA per Breaking Glass Pictures el 2023.

## Recepció i crítica
Nostalgia va recaptar 0 dòlars a Amèrica del Nord, i 2,9 milions de dòlars a altres territoris.
A l'agregador de ressenyes Rotten Tomatoes, el 89% dels 27 crítics van donar a la pel·lícula una crítica positiva, amb una mitjana de 7,2/10. El consens crític del lloc web diu: "Caminant per la corda fluixa entre el drama de gàngsters i l'estudi de personatges, Nostalgia ens porta a través del ventre criminal de Nàpols a la recerca d'un passat que potser és  millor deixar-lo enrere". A Metacritic, la pel·lícula té una puntuació mitjana ponderada de 75 sobre 100, basada en 11 ressenyes, que indiquen "crítiques generalment favorables".
Lovia Gyarkye de The Hollywood Reporter va elogiar les actuacions de Favino i Ragno, la direcció de Martone i el treball de càmera de Paolo Carnera, titllant-la de "pel·lícula sorprenentment absorbent", però va afegir que la seva exploració de la nostàlgia "es telegrafia fins al punt de l'esgotament". The Guardian va descriure la pel·lícula com "tremendament rodada i interpretada de manera fantàstica", i va afegir que la pel·lícula "desafia la idea de la nostàlgia tal com s'emet al títol: no és simplement que la nostàlgia sigui delirant, o que el passat no fos tan gran com sembla quan es veu a través d'ulleres de color rosa. És que no hi ha passat i present".

## Reconeixements
Nostalgia es va estrenar a Itàlia just a temps per classificar-se per als premis Nastri d'argento 2022  lliurats per la SNGCI, en una cerimònia celebrada el 20 de juny de 2022 al museu MAXXI a Roma, on va rebre set nominacions i quatre premis.
Aquests inclouen el premi al millor actor per Favino, el seu cinquè Nastro d'Argento en aquesta categoria, convertint-lo en un dels actors italians més aclamats de la història, i el millor director per a Martone, que va rebre el guardó pel seu treball tant a Nostalgia com a la seva pel·lícula anterior Qui rido io, estrenada el setembre de 2021.
La pel·lícula també es va projectar al Festival de Cinema de Motovun el juliol de 2022, on va competir pel premi principal, l'hèlix de Motovun.
| Premi                                     | Data de cerimònia    | Categoria                     | Receptor(s)                       | Resultat  | Ref(s) |
| ----------------------------------------- | -------------------- | ----------------------------- | --------------------------------- | --------- | ------ |
| Festival Internacional de Cinema de Canes | 28 de maig de 2022   | Palma d'Or                    | Mario Martone                     | Nominat   | [ 4 ]  |
| Nastro d'Argento                          | 20 de juny 2022      | Millor pel·lícula             |                                   | Nominat   | [ 1 ]  |
| Nastro d'Argento                          | 20 de juny 2022      | Millor director               | Mario Martone                     | Guanyador | [ 1 ]  |
| Nastro d'Argento                          | 20 de juny 2022      | Millor actor                  | Pierfrancesco Favino              | Guanyador | [ 1 ]  |
| Nastro d'Argento                          | 20 de juny 2022      | Millor guió                   | Mario Martone i Ippolita di Majo  | Guanyador | [ 1 ]  |
| Nastro d'Argento                          | 20 de juny 2022      | Millor actor no protagonista  | Francesco Di Leva i Tommaso Ragno | Guanyador | [ 1 ]  |
| Nastro d'Argento                          | 20 de juny 2022      | Millor actriu no protagonista | Aurora Quattrocchi                | Nominat   | [ 1 ]  |
| Nastro d'Argento                          | 20 de juny 2022      | Millor so                     |                                   | Nominat   | [ 1 ]  |
| Festival de Cinema de Motovun             | 2 d'agost de 2022    | Millor pel·lícula             | Mario Martone                     | Nominat   |        |
| Mostra de València                        | 30 d'octubre de 2022 | Premi a la millor fotografia  | Paolo Carnera                     | Guanyador | [ 4 ]  |